# 県道144号 (台湾)
県道144号（けんどう144ごう）は、彰化県福興郷から同県員林市を結ぶ、全長25.833kmの台湾の県道である。台76線高架橋に下の道路がある。

## 通過する自治体
- 彰化県
  - 福興郷
  - 埔塩郷
  - 大村郷
  - 埔心郷
  - 員林市

## 接続する道路
- 台61線
- 台17線
- 県道146号
- 県道146甲線
- 台76線埔塩仮出入口
- 台76線（インターチェンジ）・台19線
- 国道1号（ジャンクション）
- 県道146号
- 台76線（インターチェンジ）
- 県道148号
- 台76線（インターチェンジ）・台1線
- 県道141号
- 台76線（インターチェンジ）・県道137号

## 施設
- 埔塩仮出入口
- 埔塩インターチェンジ
- 埔塩ジャンクション
- 埔心インターチェンジ
- 員林インターチェンジ
- 林厝インターチェンジ